# Еліша Овусу
Еліша Овусу (фр. Elisha Owusu, нар. 7 листопада 1997, Монтрей) — ганський футболіст, півзахисник клубу «Осер» та національної збірної Гани.

## Ігрова кар'єра
Народився 7 листопада 1997 року в місті Монтрей. Вихованець футбольної школи клубу «Ліон», в академії якого навчався з 13 років. З 2015 року став виступати за резервну команду в Аматорському чемпіонаті Франції, взявши участь у 49 матчах турніру. 23 лютого 2017 року Овусу підписав свій перший професійний контракт з «Ліоном» на 3 роки.
У сезоні 2017/18 Овусу кілька разів потрапляв до заявки першої команди, втім на поле так і не вийшов, а 19 червня 2018 року для отримання ігрової практики був відданий в оренду в клуб Ліги 2 «Сошо». У новій команді Еліша дебютував на дорослому рівні і відразу став основним гравцем, зігравши за сезон у 36 іграх в усіх турнірах.
21 червня 2019 року Овусу за 1 млн євро та 20 % від наступного трансферу перейшов у бельгійський «Гент», підписавши чотирирічний контракт з клубом
. Станом на 26 жовтня 2019 року відіграв за команду з Гента 10 матчів в національному чемпіонаті.

## Титули і досягнення
- Володар Кубка Бельгії (1):

«Гент»: 2021–22

## Статистика виступів

### Статистика клубних виступів
| Сезон               | Команда             | Чемпіонат           | Чемпіонат | Чемпіонат | Національний кубок | Національний кубок | Національний кубок | Континентальні кубки | Континентальні кубки | Континентальні кубки | Інші змагання | Інші змагання | Інші змагання | Усього | Усього | Усього |
| Сезон               | Команда             | Ліга                | Ігор      | Голів     | Ліга               | Ігор               | Голів              | Ліга                 | Ігор                 | Голів                | Ліга          | Ігор          | Голів         | Ігор   | Голів  |        |
| ------------------- | ------------------- | ------------------- | --------- | --------- | ------------------ | ------------------ | ------------------ | -------------------- | -------------------- | -------------------- | ------------- | ------------- | ------------- | ------ | ------ | ------ |
| 2014–15             | «Ліон ІІ»           | АЧФ                 | 5         | 1         |                    | -                  | -                  |                      | -                    | -                    |               | -             | -             | 5      | 1      |        |
| 2015–16             | «Ліон ІІ»           | АЧФ                 | 1         | 0         |                    | -                  | -                  |                      | -                    | -                    |               | -             | -             | 1      | 0      |        |
| 2016–17             | «Ліон ІІ»           | АЧФ                 | 18        | 0         |                    | -                  | -                  |                      | -                    | -                    |               | -             | -             | 18     | 0      |        |
| 2017–18             | «Ліон ІІ»           | АЧФ                 | 25        | 1         |                    | -                  | -                  |                      | -                    | -                    |               | -             | -             | 25     | 1      |        |
| Усього за «Ліон ІІ» | Усього за «Ліон ІІ» | Усього за «Ліон ІІ» | 49        | 2         |                    | -                  | -                  |                      | -                    | -                    |               | -             | -             | 95     | 6      |        |
| 2018–19             | «Сошо»              | Л2                  | 33        | 0         | КФ+КЛ              | 2+1                | 0                  |                      | -                    | -                    |               | -             | -             | 36     | 0      |        |
| 2019–20             | «Гент»              | ПЛ                  | 4         | 0         | КБ                 | 0                  | 0                  | ЛЄ                   | 6                    | 0                    |               | -             | -             | 10     | 0      |        |
| Усього за кар'єру   | Усього за кар'єру   | Усього за кар'єру   | 86        | 2         |                    | 3                  | 0                  |                      | 6                    | 0                    |               | -             | -             | 95     | 2      |        |